# Eritreas herrlandslag i volleyboll
Eritreas herrlandslag i volleyboll representerar Eritrea i volleyboll på herrsidan. Laget deltog i kvalet till VM 2006, men lyckades inte kvalificera sig.

### Fotnoter
1. ↑  ”Eritrea national team” (på engelska). Volleybox. https://volleybox.net/eritrea-t178. Läst 19 april 2024.
2. ↑  Senaste tillfället då någon kontrollerade att de inmatade tabelluppgifterna stämmer. Uppgifter kan ha matats in senare utan att kontrolleras av någon annan